# Гринява (гміна)
Ґміна Гринява — адміністративна субодиниця Косівського повіту Станіславського воєводства. Утворена 1 серпня 1934 року згідно з розпорядженням Міністерства внутрішніх справ РП від 21 липня 1934 за підписом міністра Мар'яна Зиндрама-Косьцялковського під час адміністративної реформи. Село Гринява стало центром сільської ґміни Гринява. Ґміна утворена з попередніх самоврядних сільських гмін Ферескуля, Гринява, Яблоніца, Полянкі.
У 1934 р. територія ґміни становила 447,71 км². Населення ґміни станом на 1931 рік становило 4 623 особи. Налічувалось 1 292 житлові будинки.
Ґміна ліквідована в 1940 р. у зв’язку з утворенням району.